# 旗山老街
22°53′08″N 120°28′55″E / 22.8854479°N 120.4819467°E
旗山老街位於臺灣高雄市旗山區，指的是旗山的中山路，為日治時期開闢的「本通」。在這條老街上有指定為歷史建築的「石拱圈亭仔腳」與巴洛克式街屋立面，此外還有旗山車站與旗山區農會等文化資產。而這條老街在2001年的歷史建築百景徵選活動中，被票選為第24名。

## 沿革

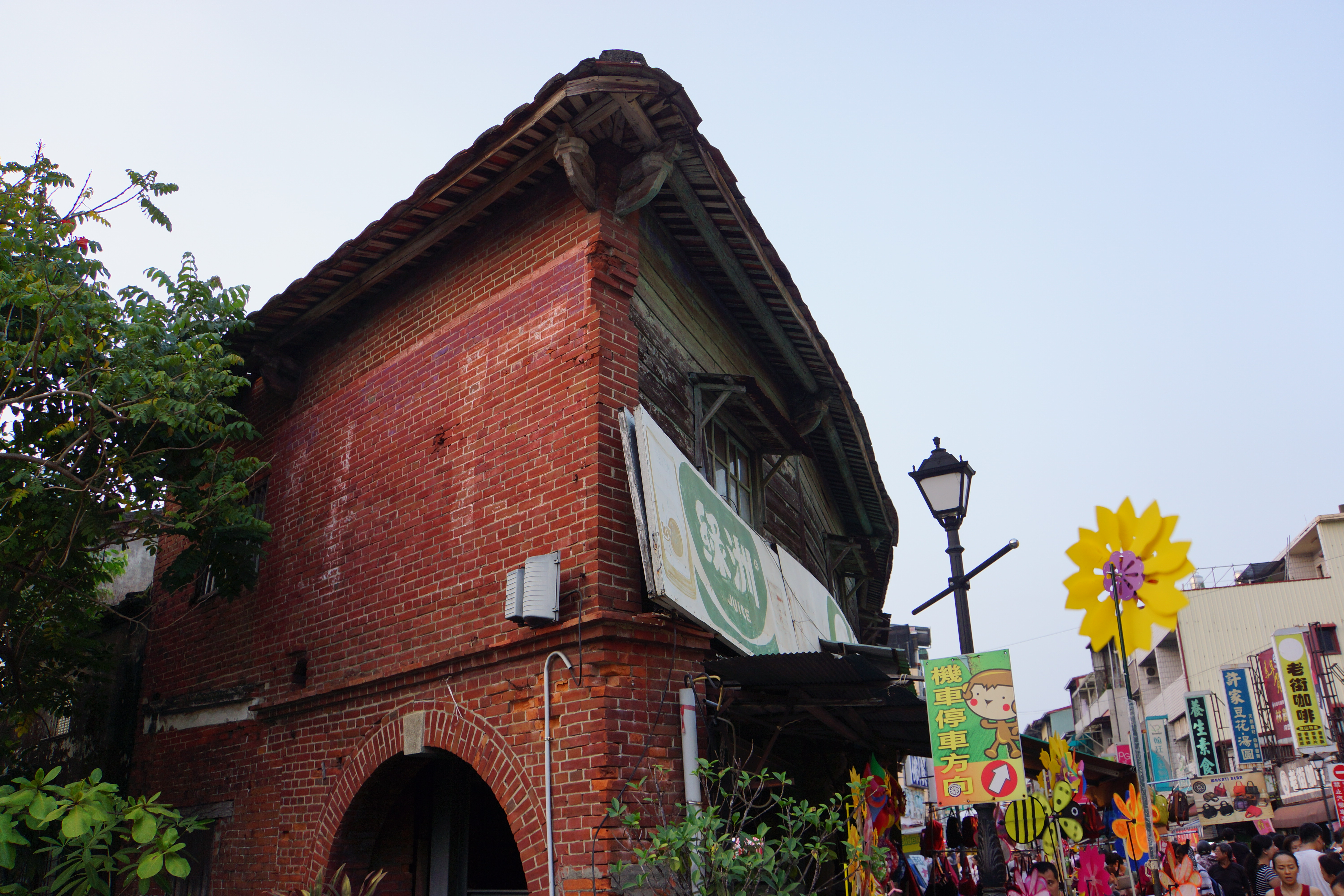
旗山車站前角樓（洪家繡樓）

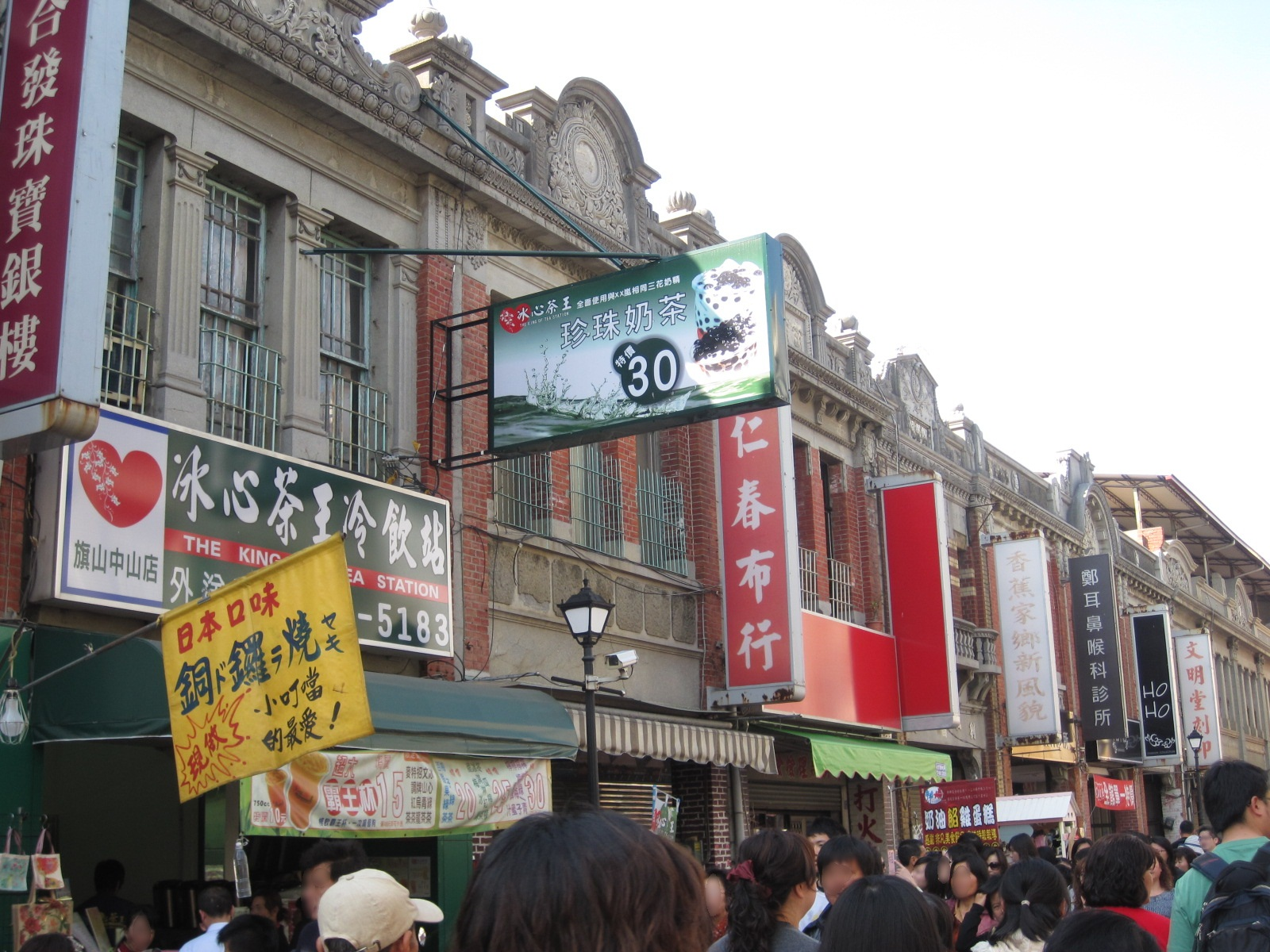
巴洛克式街屋立面

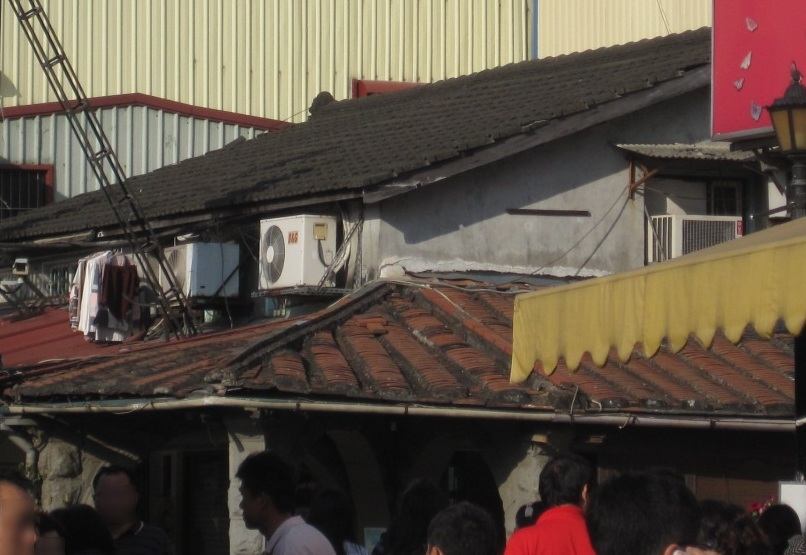
石拱圈亭仔腳外觀

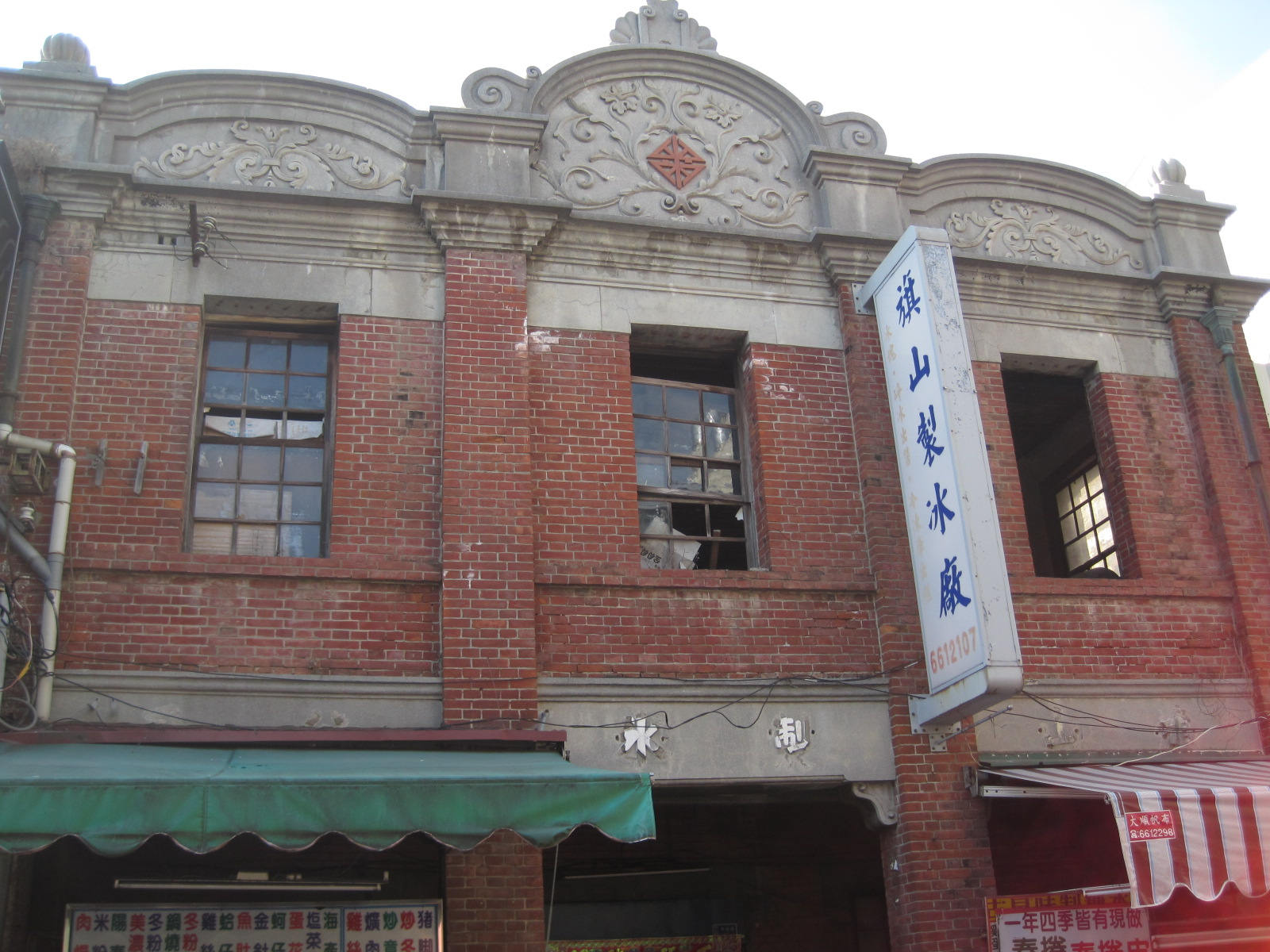
老街上的街屋（旗山製冰廠）

旗山地區原為西拉雅族支族馬卡道族「大傑巔社」（Taburian）的所在地，後來相傳於清康熙末年時住於鳳山的漳州墾民從福建汀州招募佃人到此向大傑巔社人租耕土地，而由於他們在此搭建竹寮並種植番薯，這裡便有了「蕃薯寮/藔」之稱。蕃薯寮位於羅漢門地區的羅漢外門，之後在漢人居民日增的情況下，在乾隆十七年（1752年）左右發展成蕃薯寮「庄」，最晚到了嘉慶十二年（1807年）左右就更進一步發展成蕃薯寮「街」。
進入日治時期後，在蕃薯藔廳廳長石橋亨於明治三十六年（1903年）4月14日提出街路改正的訓示後，當地的街道開始改變成棋盤式布局，而「亭仔腳」建築型式也逐漸在街道上出現。而在這之後，鄰近溪邊的清代舊街逐漸沒落，核心移到「本通」（今中山路）。而位於中山路上的巴洛克式街屋（臺灣牌樓厝），則是在大正十四年至昭和五年（1925年－1930年）之間由街長陳順和等人所倡建，原本這一帶為軍事用地，經協調後北段撥出原練兵場660多坪建地，南段撥出原營房500多坪建地，最後建了共19間洋樓，每間寬1丈5尺，此外還裝設有自來水。
二次大戰後，在民國六十五年（1976年）5月拓寬了延平一路後，中山路的繁榮地位便被取代，不過仍保有許多小型零售與餐飲店。而中山路一直保持其5米的寬度到民國七十年（1981年）後，於該年9月進行拓寬工程，將寬度拓寬到9米，由於街道上仍保有許多文化資產，在文化觀光發展之後成為觀光景點，假日時常有許多觀光客前往。

## 建築
巴洛克式街屋的主體是磚木結構的斜頂樓房，而正立面則多用鋼筋混凝土樑與磚頭造成。此外外牆會施以洗石子工法，配合清水磚或磁磚做裝飾。

## 著名建築
- 吳家五連棟
- 稛源商店[6]
- 劉耀堂私立劉醫院[7]
- 旗山製冰廠
- 洪家繡樓（振發旅社）[8]
- 石拱圈亭仔腳